# Елк (Вісконсин)
Елк (англ. Elk) — місто (англ. town) в США, в окрузі Прайс штату Вісконсин. Населення — 960 осіб (2020).

## Демографія
Згідно з переписом 2010 року, у місті мешкало 988 осіб у 458 домогосподарствах у складі 317 родин. Було 1026 помешкань
Расовий склад населення:
| - 98,0 % — білих - 0,4 % — азіатів - 0,1 % — корінних американців - 0,1 % — чорних або афроамериканців |

До двох чи більше рас належало 1,2 %. Частка іспаномовних становила 1,1 % від усіх жителів.
За віковим діапазоном населення розподілялося таким чином: 15,3 % — особи молодші 18 років, 62,6 % — особи у віці 18—64 років, 22,1 % — особи у віці 65 років та старші. Медіана віку мешканця становила 53,1 року. На 100 осіб жіночої статі у місті припадало 107,6 чоловіків;  на 100 жінок у віці від 18 років та старших — 105,7 чоловіків також старших 18 років.
Середній дохід на одне домашнє господарство  становив 63 134 долари США (медіана — 49 375), а середній дохід на одну сім'ю — 66 682 долари (медіана — 61 250). Медіана доходів становила 47 206 доларів для чоловіків та 33 487 доларів для жінок. За межею бідності перебувало 6,6 % осіб, у тому числі 0,0 % дітей у віці до 18 років та 7,6 % осіб у віці 65 років та старших.
Цивільне працевлаштоване населення становило 440 осіб. Основні галузі зайнятості: виробництво — 31,6 %, освіта, охорона здоров'я та соціальна допомога — 20,0 %, публічна адміністрація — 10,9 %, роздрібна торгівля — 8,6 %.